# Oecetis lokapala
Oecetis lokapala är en nattsländeart som beskrevs av Schmid 1995. Oecetis lokapala ingår i släktet Oecetis och familjen långhornssländor. Inga underarter finns listade i Catalogue of Life.